# Лежневка
Лежневка — деревня в составе Дашковского сельсовета Могилёвского района Могилёвской области Республики Беларусь.

## Географическое положение
Ближайшие населённые пункты: Дашковка, Новосёлки, Межисетки.